# Compuerta tipo Stoney

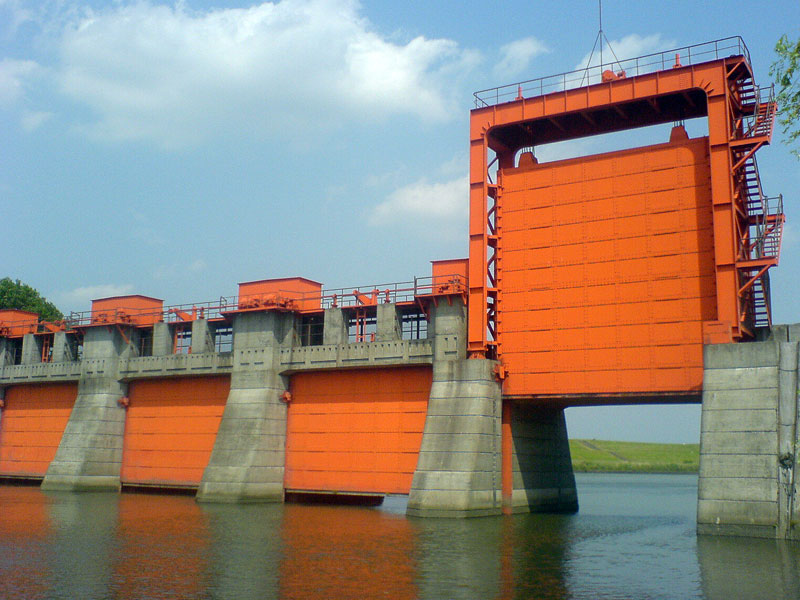
Compuerta tipo Stoney.

Las compuertas de tipo "Stoney", en memoria de su inventos, pueden ser conocidas también como: tipo “tractor”; "vagón"; “caterpillar” o “coaster”   son utilizadas para tomas en presión para descargas de fondo o para la toma de una central hidroeléctrica.
Consiste en una estructura plana de acero reforzado con una estructura generalmente en celosía y rodillos en hierro fundido; sus dimensiones varían según los requisitos de la apertura y su espesor es determinado por la presión del agua. La regulación del nivel del agua se hace abriendo parcial o completamente la compuerta mediante el izado de la misma. Puede también ser accionada por un pistón hidráulico o neumático. Son dimensionadas para que su cierre se produzca por gravedad. 
Desde el punto de vista de su localización puedes estar localizadas en la parte superior de un vertedero, para aumentar el volumen del embalse; o totalmente sumergidas, regulando la entrada de agua en diversos tipos de bocatomas en presión.